# Zastawka aorty
Zastawka aorty (łac. valva aortae) – zastawka tętnicza w sercu zapobiegająca cofaniu się krwi z aorty do lewej komory.

## Anatomia
Zastawka aorty składa się z trzech płatków półksiężycowatych (valvulae semilunales) tylnego, prawego i lewego, którym na ścianie aorty odpowiadają uwypuklenia tworząc razem trzy zatoki aorty (sinus aortae). Uwypuklenie tworzone przez 3 zatoki na aorcie nazywa się opuszką aorty (bulbus aortae). Z prawej i lewej zatoki aorty odchodzą tętnice wieńcowe.

## Fizjologia
Czynność zastawki aorty polega na zapobieganiu cofania się krwi aorty do lewej komory serca.

### Faza skurczowa
Ponieważ zastawka dwudzielna jest zamknięta to płatki zastawki aorty rozstępują się w kierunku ściany aorty i krew jest wyrzucana do aorty.

### Faza rozkurczowa
Cofająca się krew wypełnia płatki półksiężycowate powodując ich automatyczne zamknięcie oraz szczelne dociśnięcie ich brzegów do siebie.

## Histologia
Zastawka aortalna składa się z trzech warstw:
- środkowej, zbudowanej z tkanki łącznej właściwej włóknistej,
- obwodowej[2], skierowanej ku aorcie, odpowiadającej jej błonie wewnętrznej, zbudowanej z licznych włókien kolagenowych i sprężystych, nielicznych fibroblastów i miocytów gładkich,
- zewnętrznej, skierowanej ku komorom, odpowiadającej wsierdziu, pokrytej śródbłonkiem, którego komórki leżą na ciągłej blaszce podstawnej i mają owalne lub okrągłe jądra, pod śródbłonkiem znajduje się trójwarstwowa część łącznotkankowa, na którą składają się:
  - podśródbłonkowa warstwa luźna – fibroblasty, włókna kolagenowe i włókna sprężyste w niewielkiej liczbie,
  - warstwa mięśniowo-sprężysta – włókna kolagenowe, włókna sprężyste i miocyty gładkie,
  - warstwa podwsierdziowa – komórki tkanki tłuszczowej żółtej (nieliczne)[1].

Płatki półksiężycowate nie mają naczyń krwionośnych z wyjątkiem położonych w mięśniówce.

## Odmiany
Zastawka aorty może posiadać od jednego do pięciu płatków.

## Rozwój płodowy
Rozwój zastawki aortalnej jest nierozerwalnie związany z rozwojem stożka tętniczego, który powstaje w 21 dniu z podziału cewy sercowej. Po 7 tygodniu stożek tętniczy dzieli się spiralnie i tworzy wspólnie z workiem aortowym pień płucny i aortę. Równocześnie z powstaniem dwóch większych fałdów wspólnego pnia tętniczego dzielących go na pień płucny i aortę w pniu tym powstają dwa równolegle fałdy mniejsze. Po zrośnięciu się fałdów większych w przegrodę pnia wszystkie fałdy zostają przez nie przepołowione tworząc w aorcie trzy fałdy – dwa powstałe z przepołowienia fałdów większych i jeden z fałdu mniejszego. Następnie części fałdów położonej wyżej zanikają, a części fałdów położone niżej zostają wydrążone od góry i przekształcają się w kieszonki otwarte do aorty

## Osłuchiwanie
Dźwięk zamknięcia zastawki aortalnej bierze udział w tworzeniu drugiego tonu serca. Miejscem osłuchiwania tej zastawki jest druga przestrzeń międzyżebrowa prawa przymostkowo.

## Wady wrodzone zastawki aorty
- zwężenie zastawki aorty[5],
- zespół niedorozwoju lewego serca[6].

## Choroby zastawki aorty
- niedomykalność zastawki aorty[7],
- zwężenie lewego ujścia tętniczego[7].